# الفكر البري
الفكر البريّ "the savage mind" كتاب في الأنثروبولوجيا البنيوية، عمل عليه عالم الأنثروبولوجيا؛ كلود ليفي ستروس أُصدر عام 1962 وتُرجم للإنجليزية عام 1966.